# Taygetis acuta
Taygetis acuta är en fjärilsart som beskrevs av Gustav Weymer 1911. Taygetis acuta ingår i släktet Taygetis och familjen praktfjärilar. Inga underarter finns listade i Catalogue of Life.